# Správní obvod obce s rozšířenou působností Hustopeče
Správní obvod obce s rozšířenou působností Hustopeče je od 1. ledna 2003 jedním ze tří správních obvodů rozšířené působnosti obcí v okrese Břeclav v Jihomoravském kraji. Čítá 28 obcí.
Města Hustopeče a Klobouky u Brna jsou obcemi s pověřeným obecním úřadem.

## Seznam obcí
Poznámka: Města jsou vyznačena tučně, městyse kurzívou.
- Boleradice
- Borkovany
- Bořetice
- Brumovice
- Diváky
- Horní Bojanovice
- Hustopeče
- Kašnice
- Klobouky u Brna
- Kobylí
- Krumvíř
- Křepice
- Kurdějov
- Morkůvky
- Němčičky
- Nikolčice
- Popice
- Pouzdřany
- Starovice
- Starovičky
- Strachotín
- Šakvice
- Šitbořice
- Uherčice
- Velké Hostěrádky
- Velké Němčice
- Velké Pavlovice
- Vrbice

## Obyvatelstvo
| Rok  | Obyv.  | ± %    |
| ---- | ------ | ------ |
| 1869 | 31 748 | —      |
| 1880 | 34 143 | +7,5 % |
| 1890 | 35 006 | +2,5 % |
| 1900 | 35 906 | +2,6 % |
| 1910 | 36 567 | +1,8 % |

| Rok  | Obyv.  | ± %     |
| ---- | ------ | ------- |
| 1921 | 37 882 | +3,6 %  |
| 1930 | 38 339 | +1,2 %  |
| 1950 | 33 299 | −13,1 % |
| 1961 | 35 578 | +6,8 %  |
| 1970 | 34 856 | −2 %    |

| Rok  | Obyv.  | ± %    |
| ---- | ------ | ------ |
| 1980 | 35 231 | +1,1 % |
| 1991 | 34 288 | −2,7 % |
| 2001 | 34 449 | +0,5 % |
| 2011 | 34 816 | +1,1 % |
| 2021 | 35 820 | +2,9 % |